# 脇圭平
脇 圭平（わき けいへい、1924年（大正13年）1月5日 - 2015年（平成27年）1月8日）は、日本の政治学者。同志社大学名誉教授。西洋政治思想史専攻。

## 経歴
1924年、山口県玖珂郡大畠村（現柳井市）生まれ。戦後の1947年に東京帝国大学法学部政治学科を卒業し、同大学大学院へ進んだ。
卒業後の1953年、京都大学法学部助教授に着任。1967年より同志社大学法学部教授となった。1970年からは法学部長。1995年に同志社大学を定年退任し、名誉教授となった。

## 受賞・栄典
- 1973年：「知識人と政治」で吉野作造賞を受賞。

## 家族・親族
- 父・脇助次郎は山口県多額納税者。酒造業を営んだ。周防大島町松田喜一の五男・喜平として生まれ、脇家の婿養子となり襲名[3]。
- 父方叔父：松田令輔は専売公社副総裁。大蔵省総務局総合計画局第一部長(大蔵省満州派遣組の一人)[4]。東急エージェンシー･東急ホテルチェーン社長。
- 兄：脇十造は京都大学経済学部卒業後、家業を継いだ[5]。
- 妹：岡田瑛（1928年～）は生物学者。京都大学理学部を卒業し、神戸海星女子学院大学名誉教授。
  - その夫は同じく生物学者の岡田節人[6]で、舅に岡田利兵衞。甥に岡田暁生（音楽学者）
- 妻：脇昭子（1927年～）は小宮豊隆の四女。日本女子大学を卒業[5]。

## 著書
- 『知識人と政治 ドイツ・1914～1933』岩波書店〈岩波新書〉、1973年7月。ISBN 9784004100188。 NCID BN0148621X。全国書誌番号:72000692。新版2009年ほか

### 共著
- 芦津丈夫と共著『フルトヴェングラー』岩波書店〈岩波新書〉、1984年11月。 NCID BN00299192。全国書誌番号:85018527。
第3章は、丸山眞男と脇・芦津との鼎談「フルトヴェングラーをめぐって――音楽・人間・精神の位相」[7]
  - 『フルトヴェングラー』岩波書店〈岩波新書〉、2008年7月。ISBN 9784004202820。全国書誌番号:93026133。
  - 『フルトヴェングラー』岩波書店〈岩波新書・評伝選〉、1994年9月。ISBN 9784000038607。 NCID BN11790181。全国書誌番号:85018527。単行版

### 翻訳
- マックス・ヴェーバー『職業としての政治』岩波書店〈岩波文庫〉、1980年3月。 NCID BN00481196。全国書誌番号:80021132。
  - 改版 『職業としての政治』（新版解説佐々木毅）岩波文庫、2020年9月。ISBN 978-4003900031。 NCID BC02548031。全国書誌番号:23461265。

  - マックス・ヴェーバー「職業としての政治」『政治論集 2』みすず書房、1982年12月。ISBN 978-4622017639。 NCID BN00490051。全国書誌番号:83012935。
  - マックス・ヴェーバー『職業としての政治』岩波書店〈岩波クラシックス 56〉、1984年1月。ISBN 978-4000048569。 NCID BN03545331。全国書誌番号:84024900。単行版
  - マックス・ヴェーバー『職業としての政治』岩波書店〈ワイド版岩波文庫 325〉、2010年6月。ISBN 978-4000073257。 NCID BB02445188。全国書誌番号:21797799。

### 共訳
- カール・レーヴィット『ウェーバーとマルクス』柴田治三郎・安藤英治と共訳、弘文堂〈アテネ新書〉、1949年11月。 NCID BN03631320。全国書誌番号:60010598。
  - カール・レーヴィット『ウェーバーとマルクス』未來社、1966年8月。ISBN 9784624010065。 NCID BN00804637。全国書誌番号:66007472。
- マックス・ヴェーバー『官僚制』阿閉吉男と共訳、創文社〈フォルミカ選書〉、1954年11月。 NCID BN03935198。全国書誌番号:55000865。
  - マックス・ヴェーバー『官僚制』角川書店〈角川文庫〉、1958年11月。 NCID BN05671563。全国書誌番号:59000942。
  - マックス・ヴェーバー『官僚制』恒星社厚生閣、1987年9月。ISBN 9784769905981。 NCID BN01410637。全国書誌番号:88001557。
- クルト・ゾントハイマー『ワイマール共和国の政治思想 ドイツ・ナショナリズムの反民主主義思想』河島幸夫と共訳、ミネルヴァ書房、1979年。 NCID BN0089331X。全国書誌番号:72013428。
- ウォルター・ラカー『ワイマル文化を生きた人びと』八田恭昌・初宿正典と共訳、ミネルヴァ書房、1980年6月。 NCID BN00315685。全国書誌番号:80031313。